# チンギズ・ナーマ
『チンギズ・ナーマ』（ペルシア語: جنکیز نامه）とは、ヒヴァ・ハン国のウテミシュ・ハージーによって16世紀半ばに編纂された史書。内容としては、13世紀から15世紀に至るジョチ・ウルスの歴史を扱う。初めてこの史料を本格的に紹介したゼキ・ヴェリディ・トガンは『ドスト・スルターン史（Tārīx-i dost sulṭān）』という書名で呼称しており、こちらの名称でも広く知られる。
現存する内部史料が極端に少なく、外部史料に頼ることの多いジョチ・ウルス史研究の中で、ジョチ家内部で編纂された本書はジョチ家自身の歴史認識を示す重要史科と位置づけられている。一方、本書がジョチ・ウルス成立期（13世紀）からかなり時代が下った時期に編纂されていること、本書が執筆されたヒヴァ・ハン国を治めるシバン家を正当とする記述から、本書の特に古い時代の記述を史実と見なすことに慎重な意見もある。

## 概要
著者のウテミシュ・ハージーは序文の中で自らがシバン系ヤーディガール家に代々仕えてきた家系の出であること、自らはイルバルス1世（ヒヴァ・ハン国初代君主）に仕えていたことを記している。ウテミシュ・ハージーは早くからチンギス家の歴史について興味を抱いていたが、従来の史書は断片的な記述が多いことに不満を抱き、歴史に精通している者たちの下を回ってチンギス家の歴史について詳しくなっていったという。その後、イシュ・スルターン（4代目君主ブジュガの子）が「ジョチ・ハンの子孫たちの諸状況と諸事情、順番に誰から誰のあとに誰がハンとなったか、この時に至るまでどのような出来事と事情で彼らの間にどのような種類の戦いと出来事が起こったか、すべて明らかにして記憶にとどめることを願われた」ため、指名を受けたウテミシュ・ハージーが書き上げたのが『チンギズ・ナーマ』であるという。以上の記述から、本書の執筆年代はイルバルスの死後からイシュ・スルターン存命の間、1550年代頃であると推測されていた。
現在『チンギズ・ナーマ』の写本はワシーリィ・バルトリドにより発見されたウズベキスタン・タシュケントの東洋学研究所が所蔵するタシュケント写本と、ヴォルガ・ウラル地方のウラマーだったリザエッディン・ビン・ファフレッディンからゼキ・ヴェリディ・トガンが入手した（リザエッディンの証言によれば、彼から借りたまま返さずにトルコへ亡命したとされる）リザエッディン写本の2種類のみ知られている。タシュケント写本は全24葉からなり、トクタミシュ伝の途中で途切れているほか、一部が損傷し、誤記や訂正も多い（ただし、欠落部分は『諸情報の要諦』からある程度推測可能である）。一方、トガンはリザエッディン写本を「タシュケント写本よりも比べ物にならないほど完全なもの」と述べており、良質な写本であったことがうかがえるが、トガンは出版を計画したものの果たせず、彼の没後長らく所在不明とされていた（トガンの子孫が所有しているとされる）。近年では、日本の川口・長峰がタシュケント写本に基づいた最新の校訂テキスト・日本語訳を発表し、高い評価を受けている。また、2009年にはトガンの弟子ムスタファ・カファルがリザエッディン写本のローマ字転写と研究（これは1965年にイスタンブル大学に提出した博士論文である）を発表し、ようやく両写本の比較検討が可能になった（ただし、校訂テクストやファクシミリはなく、転写の誤りや事実誤認も認められる）。カファルによれば、リザエッディン写本は全76頁からなり、序文の2葉のみ欠落しているという。これらを比較すると、第1部にタシュケント写本には無いチンギス・ハン史の記述が見られるなど異同が著しく大きく、異なった写本系統に属した可能性が考えられる。さらに、同写本はティムールの伝記であるシャラフッディーン・アリー・ヤズディーの『勝利の書（Ẓafar Nāma）』と、タシュケント写本には登場しない二人の人物が情報源となっている。なお、リザエッディン写本によれば、著述自体はヒジュラ暦959年（1551年/1552年）で、筆写はヒジュラ暦1040年（1630年/1631年）である。なお、リザエッディンの証言からトガンを批判したタタールスタンのミルガレエフは、独自に入手したリザエッディン写本の写しを刊行する準備中だという。
『チンギズ・ナーマ』という書名はタシュケント写本につけられた表題であるが、本文中にこの書名に言及されることはない（ただし上記の通り、リザエッディン写本にはチンギス・ハン伝が存在するため、川口は『チンギズ・ナーマ』という書名は妥当と思われると指摘している）。一方、本文中ではしばしば『ドゥースト・スルターン殿下の諸史書』（ドゥーストはイシュ・スルターンの兄ドスト・ハンのことで、1557年に君主として即位するが1558年頃に内紛で殺害された）という史書を情報源としていることが記され、恐らくはこの点に基づいてトガンは本書を『ドスト・スルターン史』という書名で呼称している。なお、18世紀半ばにクリミア・ハン国で編纂されたアブデュルガッファールの『諸情報の要諦』も『ドゥースト・スルターンの史書』を情報源として挙げている。一方、リザエッディン写本の書名は『黒史（qara tawārīkḫ）』だが、カファルは後世に付けられた可能性を指摘している。
本書の内容は後にジョチ系政権で編集されたカーディル・アリーの『集史』（17世紀にカシモフ・ハン国で編纂）やアブデュルガッファールの『諸情報の要諦』（18世紀にクリミア・ハン国で編纂）にも影響を与えており、中央アジア方面の史書とは異なる、キプチャク草原独自の歴史叙述の体系を形成していたとみられるという。日本においては、川口琢司や長峰博之が『チンギズ・ナーマ』を「ジョチ系政権内部で編纂された数少ない史書」として高く評価しジョチ・ウルス史研究に積極的に利用することを提唱する一方、赤坂恒明は『チンギズ・ナーマ』の記述を過度に高く評価することに慎重な意見をとっている。例えば、『チンギズ・ナーマ』が「ウズベク・ハンの即位前に、カラ・キシ（非チンギス家）のトク・ブガがハン位を簒奪していた」と記すのに対し、赤坂恒明は比較的近い時期にイルハン朝で編纂された『オルジェイトゥ史』や『シャイフ・ウヴァイス史』の記述に基づいてこれを史実とは認められないと指摘する。一方、川口・長峰らは『チンギズ・ナーマ』の伝える逸話は確かにそのまま史実として扱うわけにはいかないが、「ウズベク即位に反対する有力者が存在した」こと、「ウズベク即位前後の内紛においてカラ・キシが主導的役割を果たしたこと」はある程度史実を反映したものとして検討の余地があるのではないかと述べている。

## 関連文献
- 川口琢司「キプチャク草原とロシア」『岩波講座世界歴史11』岩波書店、1997年
- 川口琢司『ティムール帝国支配層の研究』北海道大学出版会、2007年